# Andrea Petagna
Andrea Petagna (Trieszt, 1995. június 30. –) olasz labdarúgó, csatár. Jelenleg a Monza csapatában játszik, kölcsönben az SSC Napolitól.

## Pályafutása
Petagna az olasz AC Milan csapatában kezdte profi pályafutását. Ezután több olasz csapatban is játszott kölcsönben. 2016-ban igazolt az Atalantaba ahol bemutatkozott az Európa-ligaban. 2017-ben részt vett az U21-es labdarúgó-Európa-bajnokságon az olasz U21-es válogatottal. Első felnőtt olasz válogatott meccsét a Hollandia elleni 2–1-es barátságon mérkőzésen játszotta.

## Külső hivatkozások
- Ismertetője a transfermarkt.de honlapján